# Sentia
|  | Per a altres significats, vegeu «Sèntia». |

La lex Sentia va ser una antiga llei romana establerta probablement l'any 19 aC quan eren cònsols Gai Senti Saturní i Quint Lucreci Vespil·ló, i amb August d'emperador. Ordenava cobrir amb Patricis les vacants que es produïssin al senat. El nom de la llei apareix amb diverses variants.